# Inuit Broadcasting Corporation
Inuit Broadcasting Corporation (IBC ; en inuktitut : ᐃᓄᐃᑦ ᑐᓴᕈᑎᓕᕆᔩᑦ ᑲᓇᑕᒥ) est une société nunavutoise de médias. Elle a été fondée au début des années 1980. Son siège se trouve à Iqaluit, au Nunavut.